# Surprise (Schiff, 1794)
Die Surprise war eine Fregatte der britischen Marine, die ursprünglich als Unité für die französische Marine gebaut wurde und 1796 durch die Briten erbeutet wurde. Sie wurde bekannt als jenes Schiff, das 1799 die britische Hermione und deren meuternde Besatzung aus einem spanischen Hafen entführte, und diente als Vorlage für die gleichnamige Fregatte in den Romanen von Patrick O’Brian.

## Geschichte

### Als französischeUnité
Die Unité wurde von Pierre-Alexandre-Laurent Forfait Werft in Le Havre im August 1793 auf kiel gelegt und lief am 16. Januar 1794 vom Stapel. Das im April 1794 in Dienst gestellte Schiff gehörte – als Typschiff – zur gleichen Klasse und wurde in der französischen Marine als nominelle 24-Kanonen-Korvette klassifiziert. Sie nahm an der Seeschlacht am 13. Prairial teil und eskortierte die entmastete Révolutionnaire in den Hafen. Am 20. April 1796 wurde die Unité vor Annaba von der britischen HMS Inconstant gestellt und aufgebracht.

### Als britischeSurprise
Die Unité wurde in Surprise umbenannt und als nominelle 28-Kanonen-Fregatte in Dienst gestellt. 1797 war das Schiff in Jamaika stationiert und kam im Januar 1798 wieder in die Werft nach Plymouth. Dort wurde die Bewaffnung gegen britische Geschütze ausgetauscht und der Rumpf wurde mit Kupfer beschlagen.
Ruhm erlangte Surprise für die Rückeroberung der Hermione. Die Besatzung der Hermione hatte gemeutert und sich mit dem Schiff in den spanischen Hafen Puerto Cabello zurückgezogen. Der Kapitän der Surprise führte eine Kapermannschaft auf Booten in den Hafen und entführte in einem ziemlich blutigen Überfall die Hermione und die verbliebene Mannschaft unter dem Feuer des spanischen Forts.
HMS Surprise wurde im Februar 1802 außer Dienst gestellt.

## HMSSurprisein Literatur und Film
Patrick O’Brian verwendete in mehreren seiner Bücher die Surprise als Fregatte für Jack Aubrey. In der Verfilmung Master & Commander – Bis ans Ende der Welt aus dem Jahr 2003 wird ebenfalls eine „HMS Surprise“ gezeigt; ein auf der britischen Seaford Class von 1753 basierender Nachbau gleichen Namens, der zwischenzeitlich im Seefahrtmuseum San Diego zu besichtigen ist.